# René Gaillard
 (mai 2022).
Si vous disposez d'ouvrages ou d'articles de référence ou si vous connaissez des sites web de qualité traitant du thème abordé ici, merci de compléter l'article en donnant les références utiles à sa vérifiabilité et en les liant à la section « Notes et références ».
René Gaillard, né le 22 janvier 1918 à Mougon (Deux-Sèvres) et mort le 28 décembre 1985 à Niort, est un homme politique français.

## Biographie

### Jeunesse et études
Fils d'Emile Gaillard et de Berthe Morin, cultivateurs, il est le dernier enfant après deux frères et une sœur.
La fratrie se compose de Robert Gaillard (qui devient maire de Mougon), Claire Gaillard, Edmond Gaillard et René Gaillard.
Il passe son enfance à Triou. Il se dirige vers des études d'enseignant.
Après l'école normale de Parthenay, il obtient un poste à l'E.N d'Albertville où il perfectionnera ses aptitudes sportives. Très engagé pendant la période de la guerre et sous l'occupation, il participe au ravitaillement local et différentes actions jusqu'à la libération. Par la suite, il s'installera à Niort poursuivant son métier, ses activités au sein de la Direction de la jeunesse et des sports et ses engagements politiques .
L'athlétisme, et notamment les lancers, sera son sport de prédilection. Il reste fidèle au Stade Niortais toute sa vie depuis son adhésion en 1941.
Sportif de haut niveau de handball à 11, il se passionne autant pour les sports individuels que collectifs. Sportif éclectique, il consacre sa vie à la défense et à la promotion du sport.

### Carrière professionnelle
Il opte pour la vie sportive et le professorat d'éducation physique et sportive qu'il obtient à Paris. Principal de collège d'enseignement secondaire, instituteur, professeur d'EPS, assistant départemental Direction de la jeunesse et des sports, il est également militant et administrateur des clubs Léo Lagrange.
Dès 1941, il s'occupe activement de la réalisation du nouveau Stade Espinassou et son ensemble sportif avec une piste en cendrée, qualifiée de meilleure piste de la région dès sa mise en service en 1947; ce qui encouragera la venue de nombreux champions de France et internationaux d'Athlétisme de l'époque. Il créa "Le Relais à travers Niort" en bas de la Brèche. Il devient entraineur de Basket-ball, de Football, d'Athlétisme (sport qu'il affectionnait tant); et Arbitre de Handball et Juge-Arbitre Fédéral d'Athlétisme en 1959.
Il prend de nombreuses responsabilités administratives comme Vice-Président du Stade Niortais. Il devient Président du Comité des Deux-Sèvres d'Athlétisme et Vice-Président de la Ligue du Poitou, puis il siège au Comité Directeur de La Ligue fédérale Poitou-Charentes de Basket-ball et responsable de l'Athlétisme au Comité du Poitou de l'UFOLEP.
En 1955, il reçoit la Médaille d'Or de la FFA. Pendant 10 ans, il préside la Ligue du Poitou de Handball et est administrateur de la Fédération Française de Handball pendant 21 ans.
De son esprit d'entreprise, précurseur, il impulse de nombreuses actions au profit de la jeunesse Agricole et Ouvrière, formation des instituteurs pour renouveler l'enseignement post-scolaire, la création de l'Association Niortaise d'Initiation et d'Orientation Sportive (ANIOS).
L'ANIOS, regroupe enseignants, militants sportifs et parents pour offrir bénévolement tous les jours après les classes ainsi que les jours de vacances scolaires, une animation sportive visant à orienter les jeunes et à les initier à la pratique sportive.
Dès 1959, il est élu municipal puis adjoint au maire en 1965.
Il porte beaucoup d'efforts dans la réalisation du complexe "Pré-Leroy" et d'un stade d'envergure pour la ville de Niort, le Stade de "La Venise Verte"  qui porte désormais son nom qui avec une patinoire et une salle omnisports permettra aux sportifs de s'accomplir.
De 1970 à 1982, il est Conseiller général.
Le 19 mars 1971, il est élu maire de Niort et député de la 1re circonscription des Deux-Sèvres le 11 mars 1973 (réélu le 19 mars 1978 et le 14 juin 1981), jusqu'à son décès en 1985.
Concernant ses activités parlementaires, il est inscrit au Groupe parlementaire du Parti Socialiste.
En décembre 1975, il est élu Président du Groupe Parlementaire de la Coopération et de 1982 à 1984 Président de la Commission Spéciale chargée de vérifier les comptes de l'Assemblée Nationale. De 1977 à 1978, il est secrétaire au Bureau de l'Assemblée Nationale.
En 1982, il devient premier vice-président de la Région Poitou-Charentes.
En 1984, il devient Questeur de l'Assemblée Nationale succédant à Raoul Bayou.
Il est proche de Pierre Mauroy et de Nelson Paillou (ancien Président du Comité Olympique et Sportif Français).
En 1974, il fonde la SMACL (Société Mutuelle d’Assurance des Collectivités Locales) .
Son initiative est soutenue par 500 maires. Il préside la mutuelle jusqu'à sa disparition en 1985.

### Vie familiale
Il épouse Paulette Guilleux, institutrice, avec laquelle il a 5 enfants.
Ses enfants Françoise Gaillard, Geneviève Gaillard  et Jean-Pierre Gaillard sont engagés dans la vie politique et associatives locales (Ligue des Droits de l'Homme, Parti Socialiste...).
Sa fille, Geneviève, est élue adjointe au maire en 1997 et député-maire de Niort en 2008.

## Hommages
Son décès en décembre 1985 est brutal,.
La commune de Niort a voulu lui rendre hommage en donnant son nom au stade utilisé par le club de football des Chamois niortais .
Le complexe sportif de la Venise Verte dont il avait mené le projet de sa création jusqu'à sa réalisation; a ainsi été rebaptisé Stade et Patinoire René Gaillard.